# Luis Cárcamo
Luis Cárcamo fue un abogado y político argentino, gobernador de la provincia de Santa Fe entre 1949 y 1952.
Cárcamo nació en San José de la Esquina, Santa Fe, el 7 de julio de 1911.
Estudio en Santa Fe, en la Facultad de Ciencias Jurídicas y Sociales de la Universidad Nacional del Litoral, donde obtuvo el título de abogado. Fue también profesor en esa universidad.
Tuvo una actividad política importante: fue director de la Empresa Municipal de Transportes de la ciudad de Rosario, miembro del directorio del Banco Municipal de Rosario y del Banco de la Provincia de Santa Fe. En 1949 fue nombrado comisionado municipal de Rosario. Durante su etapa como gobernador de Santa Fe se construyeron escuelas, hospitales, se amplió la red vial, se facilitó la instalación de usinas eléctricas, se construyeron caminos y puentes y se construyeron nuevas dársenas del puerto de Rosario.
Fue Intendente de la ciudad de Rosario en 1949, cargo que mantuvo por algunos meses. Fue, en efecto, el único intendente del Partido Justicialista que gobernó la Ciudad de Rosario. Rosario padecía un crónico problema de residuos que se realizaba con viejos carros acaballos, rápidamente dispuso de una flota de camiones. Durante su gestión amplio el paseo linda te al Río Paraná, modernizo el sistema de  transporte público incorporando 120 unidades de tranvías, se  incrementaron los recorridos con un mayor de unidades ampliación de los recorridos y nuevas líneas.
En 1952 fue elegido como gobernador de Santa Fe, sucediendo a Juan Hugo Caesar. Su mandato terminó cuando el gobierno nacional intervino en la provincia el 4 de marzo de 1955.